# 謝德溥
谢德溥（？—1696年），字培元，号云庵，江西承宣布政使司东乡县万石塘人，明朝末年至南明官员。

## 生平
明熹宗天启二年（1622）谢德溥中进士。隆武帝即位，隆武二年（1646年）二月以谢德溥為礼部尚书兼东阁大学士。制置义师。隆武政权灭亡后，遁世隐名。

## 墓葬
葬在瑶圩乡王家村南500米洪家山，碑文作大清康熙丙子年（1696年）孟夏月丙戌朔吉日立，明故东阁大学士兼礼部尚书培元谢公之墓。